# Travni medvedek
Travni medvedek (znanstveno ime Diacrisia sannio) je vrsta metulja iz družine nepravih sovk, ki je razširjena tudi v Sloveniji. 

## Opis
Travni medvedek je metulj, ki ima premer kril med 35 in 50 mm. Pri Samcih so prednja krila limonasto rumene, zadnja pa slonokoščene barve. Oba para kril imata na sredini sivkasto piko in rožnat rob. Samice imajo krila rdečkasto rjavo poprhnjena.

## Podvrste
- Diacrisia sannio sannio
- Diacrisia sannio armeniaca